# Streepkapmiervireo
De streepkapmiervireo (Dysithamnus striaticeps) is een zangvogel uit de familie Thamnophilidae (miervogels).

## Verspreiding en leefgebied
Deze soort komt voor van het zuidoosten van Honduras tot Costa Rica.

## Status
De grootte van de populatie is niet gekwantificeerd maar de soort wordt omschreven als schaars. Op de Rode lijst van de IUCN heeft deze soort de status niet bedreigd.